# Teresa Noyola
Pour les articles homonymes, voir Noyola.
Teresa Noyola, née le 15 avril 1990 à Monterrey, est une footballeuse internationale mexicaine évoluant au poste de milieu de terrain.

## Biographie

### En club
Teresa Noyola évolue dans plusieurs clubs aux États-Unis, mais également aux Pays-Bas avec le club de l'ADO La Haye.
Avec l'équipe de La Haye, elle participe à la Ligue des champions lors de la saison 2012-2013. À cette occasion, elle inscrit un but contre le club russe du WFC Rossiyanka.

### En équipe nationale
Avec l'équipe du Mexique des moins de 20 ans, elle participe à la Coupe du monde des moins de 20 ans en 2010. Lors du mondial 2010 organisé au Allemagne, elle joue deux matchs en phase de poule, avec pour résultats un nul et une défaite.
Avec l'équipe du Mexique A, elle participe à deux Coupes du monde, en 2011 puis en 2015. Lors du mondial 2011 organisé en Allemagne, elle joue deux matchs en phase de poule, avec pour résultats un et une défaite. Lors du mondial 2015 organisée au Canada, elle doit se contenter du banc des remplaçantes et ne joue aucun match.
Elle participe également au championnat féminin de la CONCACAF en 2014. Le Mexique se classe troisième de cette compétition.